# 前原一輝
前原 一輝（まえはら かずき、1973年〈昭和48年〉12月3日 - ）は、日本の元俳優。本名、浜口 義之（）。京都府出身。元古舘プロジェクト所属。

## 来歴
1995年に『クリスマスキス〜イブに逢いましょう』で俳優デビュー。1998年から1999年まで放送された、スーパー戦隊シリーズ『星獣戦隊ギンガマン』で主役リョウマ/ギンガレッド役を演じ、幅広い層へ知名度を上げる。その後、2000年には『池袋ウエストゲートパーク』で茨城訛りが抜けない刑事・桜井役、『TRICK』では広島弁の金髪刑事・石原達也役を演じる。
2003年4月30日に芸能界を引退。長年に渡って具体的な引退の理由は明らかにされていなかったが、髙寺成紀との対談・インタビュー記事で「純粋に演技が楽しめなくなった。芸能界の現状に限界を感じた」と述べ、さらに「『ギンガマン』放映当時に知り合った女性との結婚を機に引退を決意した」との真相を語った。

## 人物
- スポーツの大会で入賞して新聞などに名前が載ることが生きた証になると考え、様々なスポーツに挑み、さらなる証を求めて俳優の道を目指した[5]。
- 一人暮らしが長かったことから、家事は得意としている[1]。

### 『ギンガマン』
- 現在でも『ギンガマン』の主演を務めたことを誇りに思っており、出演後も共演者や他の特撮に出演した役者やスタッフとの交流を続けている。
- 『ギンガマン』で共演した照英は後に前原の引退に触れ、「できたら戻ってきて欲しい」との想いをインタビューで語っている。同じく『ギンガマン』で共演した末吉宏司（現Koji）のブログによると、現在でも交流が続いている[6]。2006年8月に行われた340プレゼンツ「赤祭4」では、映像でメッセージを寄せている。
- 2011年3月に期間限定でTwitterを開始。同年『海賊戦隊ゴーカイジャー』で、約11年振りにギンガマンのリョウマ役として、かつての共演者・小川輝晃のオファーに答え、共にサプライズ出演を果たす。かつてギンガマンのプロデューサーであった髙寺成紀によると、ゴーカイジャーに出演するに当たって東日本大震災や自分の娘のことを考えるあまり、様々な葛藤があったという[4][7]。

### 『TRICK』
- スピンオフの『警部補 矢部謙三』episode 5にて、木村ひさし監督からのオファーを受け期間限定で俳優復帰。顔写真のお面をつけて石原刑事を演じた。また、最終回のepisode 5.1では、石原刑事の顔写真のお面（額のところに「七年ぶり」と書かれていた）をつけて現れたものの、ついにお面をはずして石原刑事を演じた。一部地域のみ放送された本編終了後のミニコーナー『TORIKU こちら警視庁第九取調室』にも出演。
- 2014年公開の『トリック劇場版 ラストステージ』にも出演している。
- シーズンを通して矢部の相棒が変わっているのは、前原の引退を惜しんだスタッフ側の配慮である。また、前原が引退してからトリックを見始めたファンの中には、前原が引退していると知らず「石原刑事を復帰させて欲しい」という要望が相次いだ。

## 出演

### テレビドラマ
- クリスマスキス〜イブに逢いましょう（1995年10月14日 - 12月23日、テレビ東京） - 小沢龍夫 役
- きっと誰かに逢うために 第9話（1996年3月2日、テレビ東京）
- メゾン・ド・ヌフ（1997年2月2日 - 1998年1月4日、衛星劇場）
- スーパー戦隊シリーズ（テレビ朝日）
  - 星獣戦隊ギンガマン（1998年2月22日 - 1999年2月14日） - 主演・リョウマ / ギンガレッド 役
  - 海賊戦隊ゴーカイジャー 第20話（2011年7月10日） - リョウマ 役
- プリズンホテル（1999年4月17日 - 6月19日、テレビ朝日） - 玄 役
- 笑ゥせぇるすまん SALE5（1999年7月24日、テレビ朝日） - 井上 役
- ケイゾク／特別編 PHANTOM〜死を契約する呪いの樹（1999年12月24日、TBS） - 紋太さん 役
- はみだし刑事情熱系 PART IV 第18話（2000年2月16日、テレビ朝日） - 大垣芳春 役
- ブラック・ジャック カルテI（2000年3月31日、TBS） - 東北訛りな部下 役
- 池袋ウエストゲートパーク（2000年4月14日 - 6月23日、TBS） - 桜井刑事 役
- TRICKシリーズ（テレビ朝日） - 石原達也 役
  - TRICK（2000年7月7日 - 9月15日）
  - TRICK2（2002年1月11日 - 3月22日）
  - 警部補 矢部謙三 episode 5・episode 5.1（2010年5月7日・14日） - 特別出演
- ビッグマネー!〜浮世の沙汰は株しだい〜 第1話（2002年4月11日、フジテレビ） - ヤクザ 役
- 演技者。 第7弾「寿司と祭壇」（2003年1月8日 - 2月5日、フジテレビ） - 野島 役

### 映画
- シン・レッド・ライン（アメリカ・1998年12月25日、20世紀フォックス映画 / 日本・1999年4月10日、松竹富士） - 日本兵 役
- 溺れる魚（2001年2月3日、東映） - サオ師 役
- 東京★ざんすっ「『優しさ』の國」（2001年2月10日、東映） - 眠っている男 役
- トリック劇場版（2002年11月9日、東宝） - 石原達也 役
  - トリック劇場版 ラストステージ（2014年1月11日、東宝） - 石原達也 役

### オリジナルビデオ
- スーパー戦隊シリーズ
  - 星獣戦隊ギンガマン スーパービデオ ひみつのちえの実（1998年、東映 / 東映ビデオ） - 主演・リョウマ 役
  - 星獣戦隊ギンガマンVSメガレンジャー（1999年、東映 / 東映ビデオ） - 主演・リョウマ / ギンガレッド 役
  - 救急戦隊ゴーゴーファイブVSギンガマン（2000年、東映 / 東映ビデオ） - リョウマ / ギンガレッド 役

### 舞台
- ロストタイム・ロストマイセルフ（2001年3月9日 - 11日、中目黒ウッディーシアター）

### CM
- バンダイ「ギンガマン変身シリーズ」

### 吹き替え
- パワーレンジャーシリーズ
  - パワーレンジャー・ロスト・ギャラクシー（2001年） - カイ・チェン / ブルーレンジャー（アーチー・カオ）
  - パワーレンジャー・ライトスピード・レスキュー（2003年） - カイ・チェン / ギャラクシーブルーレンジャー（アーチー・カオ）

### ゲーム
- ØSTORY/ラブストーリー（2000年4月27日発売、エニックス） - 冬基冷丞 役